# Atrina tuberculosa
Atrina tuberculosa is een tweekleppigensoort uit de familie van de Pinnidae. De wetenschappelijke naam van de soort is voor het eerst geldig gepubliceerd in 1835 door G.B. Sowerby I.